# Motorový vůz SN61
SN61 je řada polských motorových vozů vyráběných v letech 1960 až 1975 v továrně Ganz-MÁVAG v Budapešti. Motorové vozy tohoto typu byly používány také pro osobní přepravu na trati Chabówka – Zakopane. Bylo vyrobeno asi 250 kusů.